# Sto-SM
Sto-SM är ett årligt travlopp för 4-åriga och äldre varmblodiga, svenskfödda ston som körs på Åbytravet i Mölndal i Västra Götalands län. Det går av stapeln i oktober varje år under samma tävlingsdag som Svenskt Mästerskap. Loppet körs över medeldistans 2140 meter med autostart.
Förstapris i loppet är 500 000 kronor. Det är ett Grupp 2-lopp, det vill säga ett lopp av näst högsta internationella klass.
Löpningsrekordet i loppet innehas av Great Skills som vann både år 2023 och 2024 varav den senaste segertiden löd 1.10,9.

## Vinnare
| År   | Häst               | Kusk                 | Tränare             | Odds  | Tid    |
| ---- | ------------------ | -------------------- | ------------------- | ----- | ------ |
| 2024 | Great Skills       | Daniel Wäjersten     | Daniel Wäjersten    | 1.40  | 1.10,9 |
| 2023 | Great Skills       | Daniel Wäjersten     | Daniel Wäjersten    | 2.51  | 1.11,1 |
| 2022 | Honey Mearas       | Örjan Kihlström      | Daniel Redén        | 1.78  | 1.11,4 |
| 2021 | Honey Mearas       | Örjan Kihlström      | Daniel Redén        | 2.83  | 1.12,3 |
| 2020 | Hevin Boko         | Mika Forss           | Timo Nurmos         | 10.54 | 1.12,0 |
| 2019 | Global Upper Style | Ulf Ohlsson          | Peter Untersteiner  | 80.47 | 1.12,3 |
| 2018 | Cash Crowe         | Christoffer Eriksson | Petri Puro          | 1.76  | 1.11,6 |
| 2017 | Super Ariel        | Micael Melander      | Kennet Häggström    | 7.52  | 1.12,1 |
| 2016 | Jetset             | Peter Untersteiner   | Peter Untersteiner  | 4.45  | 1.12,7 |
| 2015 | Youana             | Stefan Söderkvist    | Catharina Johansson | 2.63  | 1.12,3 |
| 2014 | Jumble Ås          | Flemming Jensen      | Flemming Jensen     | 13.91 | 1.13,2 |
| 2013 | Dileva Käll        | Daniel Redén         | Daniel Redén        | 2.45  | 1.12,3 |
| 2012 | Global Kitten      | Magnus Jakobsson     | Magnus Jakobsson    | 7.58  | 1.13,6 |
| 2011 | Dileva Käll        | Peter G Norman       | Glen Norman         | 4.04  | 1.13,0 |
| 2010 | Nursery Rhyme      | Carl-Erik Lindblom   | Åke Svanstedt       | 11.50 | 1.14,1 |
| 2009 | Ninotchka          | Åke Svanstedt        | Åke Svanstedt       | 2.17  | 1.13,6 |
| 2008 | Soraya Laday       | Jörgen Sjunnesson    | Claes Opander       | 81.83 | 1.14,1 |
| 2007 | Camilla Highness   | Peter Ingves         | Petri Puro          | 2.48  | 1.12,5 |
| 2006 | Riva del Sole      | Tom Horpestad        | Tom Horpestad       | 8.45  | 1.13,5 |
| 2005 | Zoccer Wadd        | Åke Svanstedt        | Åke Svanstedt       | 1.11  | 1.13,3 |
| 2004 | Hilda Zonett       | Robert Bergh         | Robert Bergh        | 2.10  | 1.14,8 |
| 2003 | Hilda Zonett       | Robert Bergh         | Robert Bergh        | 1.29  | 1.14,0 |
| 2002 | Pine Dust          | Örjan Kihlström      | Stefan Hultman      | 5.26  | 1.16,4 |
| 2001 | Fridhems Ambra     | Stefan Söderkvist    | Ove Ousbäck         | 1.69  | 1.14,0 |